# Eulonche salicis
Eulonche salicis är en fjärilsart som beskrevs av Harris 1868. Eulonche salicis ingår i släktet Eulonche och familjen nattflyn. Inga underarter finns listade i Catalogue of Life.